# Серж Морі
Серж Морі (фр. Serge Maury, 24 липня 1946) — французький яхтсмен.
Олімпійський чемпіон 1972 року в класі Фінн.
Переможець Золотого кубка Фінн 1973 року, бронзовий призер 1971 року.